# Schule am Bauernhof

Logo der Aktion Schule am Bauernhof

Schule am Bauernhof ist ein österreichisches pädagogisches Programm, um Bildungsinhalte in Bezug auf Landwirtschaft am Ort zu vermitteln. Es gleicht der Initiative Lernen auf dem Bauernhof in Deutschland und Schule auf dem Bauernhof in der Schweiz.

## Organisation
Schule am Bauernhof ist eine Initiative des österreichischen Bundesministeriums für Land- und Forstwirtschaft, Umwelt und Wasserwirtschaft in Kooperation mit dem Bundesministerium für Bildung, Wissenschaft und Kultur und dem Forum Umweltbildung. Sie ist ein vom Bund, Land und der Europäischen Union finanziertes Projekt im Rahmen des Programms für die Entwicklung des ländlichen Raumes im Kontext des Grünen Pakts, und wird vom Ländlichen Fortbildungsinstitutes Tirol beantragt und umgesetzt. Am LFI wird es im Rahmen des Programms Landwirtschaft und Schule ungesetzt, das von der EU-Verordnung Ländliche Entwicklung – Bildungsförderung bezuschusst wird.
Das Projekt wurde im Jahr 1998 gestartet und wird österreichweit durchgeführt. Das Angebot wird jährlich von etwa 40–50.000 Schülern wahrgenommen.

## Lehrinhalte
Das Projekt „soll die Anliegen, die Situation und die Bedeutung der Land- und Forstwirtschaft in das Klassenzimmer bringen.“ Im Rahmen der verschiedenen Aktivitäten des Projekts, abgestimmt auf das Alter und die jeweilige Schulform der Jugendlichen, sollen die Schüler möglichst selbstständig Erfahrungen über die Praxis der Landwirtschaft und Gewinnung von Lebensmitteln sammeln. Dadurch erlangen Kinder und Jugendliche Einblicke in die bäuerliche Wirtschaftsweise, erkennen natürliche Kreisläufe, lernen einen Bezug zur eigenen Lebenswelt herzustellen und stärken ihre Haltung als Bürger und Konsument („Selbst-, Sozial- und Sachkompetenz“). Das Programm entspricht damit den Vorgaben an modernen Sachunterricht, wie ihn etwa der Lehrplan der Volksschule fordert. Wissen über ökologische und ökonomische Zusammenhänge, verschiedene Bewirtschaftungsformen, Herkunft und Produktionstechniken von Lebensmitteln, neue Entwicklungen in der Landwirtschaft und alte Kulturtechniken sollen vermittelt werden. Schule am Bauernhof eignet sich speziell für fächerübergreifenden Unterricht und Projektunterricht, und leistet einen Beitrag zur nachhaltigen Entwicklung im persönlichen, gesellschaftlichen und ökologischen Bereich.
Unter dem Motto Begreifen durch be-greifen werden in den jeweiligen Programmen die verschiedenen landwirtschaftlichen Tätigkeiten auf Handarbeitsstufe durchgeführt (Im Sinne des Werkunterrichts). Schule am Bauernhof eröffnet den Kindern und Jugendlichen vielfältige Möglichkeiten der Mitarbeit am Hof oder auf der Alm. Durch die Verknüpfung von körperlicher Arbeit, sinnlicher Naturerfahrung und der Vermittlung praktischer Fertigkeiten ist es möglich, junge Menschen für die Landwirtschaft und den Naturraum Alm zu sensibilisieren.

## Angebote und Methoden
Folgende Aktionen werden ganzjährig für Schulklassen bzw. Kinder- und Jugendgruppen auf dem Bauernhof oder der Alm angeboten:
- Schule am Bauernhof: Hofbesuche – halbtägig oder ganztägig: Hier können Kinder und Jugendliche Kontakt mit Nutztieren und Kulturpflanzen herstellen, die ihnen meist nur aus den Medien oder als erwerbliche Endprodukte bekannt, aber auch Landmaschinen im Einsatz sehen, und an grundlegenden Arbeitsabläufen (wie Stallarbeit, Melken, Saat und Ernte, Weiterverarbeitung von Tierprodukten) teilnehmen. Der Hofbesuch dient dazu, Grundsätzliches über die Landwirtschaft kennenzulernen, und soll auch Interesse wecken.
- Schule am Bauernhof: Projektwoche auf dem Bauernhof mit Übernachtung und Verpflegung. Die Projektwoche ermöglicht vertieften Einblick, ermöglicht Jugendlichen, den bäuerlichen Alltag wahrzunehmen, persönliche Beziehungen zu den Nutztieren aufzubauen, und den Werdegang eines Produkts mitzuverfolgen.
- Erlebnis Alm: Ein Subprojekt von Schule am Bauernhof und läuft auch unter dessen Logo. Dieses Projekt vermittelt die für Österreich typische Wirtschaftsweise, und im Besonderen die enge Verbindung von Kulturform und Landschaftsraum.[8] Diese Methodik wurde von Agrarbezirksbehörde und der Bezirksbauernkammer Gmunden 2002 als Schule auf der Alm entwickelt.[9]

Hofbesuche können als Lehrausgänge/Exkursionen, Projektwochen als Kreativwochen, Praktika oder im Rahmen der Landschulwoche stattfinden. Erlebnis Alm ist sowohl als Wochenprojekt, wie auch etwa im Rahmen von Wandertagen möglich.

## Teilnehmende Bauernhöfe
Im Schuljahr 2003/2004 boten in Österreich 691 landwirtschaftliche Betriebe Hofbesuche (wobei allein 6000 der Schüler das Bioerlebnis Norbertinum in Tullnerbach besuchten, das derzeit bis 2012 wegen Renovierung außer Betrieb ist, und dann im Rahmen des Biosphärenparkzentrum Wienerwald wiedereröffnet wird), und 35 Betriebe Projektwochen an, davon 11 im Land Salzburg. Insbesondere werden dabei Betriebe gesucht, mit Entwicklungen in innovativen Bereichen bzw. Betriebe die einen ganzheitlichen Produktionszweig veranschaulichen – somit sich der Kreislauf von der Erzeugung bis zur Vermarktung für die Schüler optimal veranschaulichen lässt. Neben Betrieben der klassischen Vieh- und Milchwirtschaft einschließlich Almwirtschaft und des Acker- und Feldbaus sind auch Sonderwirtschaftsformen wie Obst- und Weinbau, Kräuteranbau und Schnittblumenzucht, oder Reithöfe, Fischzucht und Imkerei von Interesse.
Die Betriebe werden je nach Angebot vom Ländlichen Fortbildungsinstitut geschult. Die Ausbildungen beinhalten neben der pädagogischen Vermittlung auch eine rechtliche und sicherheitstechnische Beratung auf dem Hof. Die landwirtschaftlichen Betriebe schließen mit einem Zertifikat (BetreuerIn für SaB, AlmführerIn, Kräuterpädagogik oder Natur- und LandschaftsführerIn) ab.